# Гельма
Гельма́ (араб. قالمة‎) — город на северо-востоке Алжира. Административный центр одноимённого вилайета.

## Географическое положение
Город находится в северной части вилайи, на правом берегу реки Сейбуз, на высоте 256 метров над уровнем моря.

Гельма расположена на расстоянии приблизительно 390 километров к востоку от столицы страны Алжира.

## История
В эпоху античности город был известен под именем Калама. В IV веке в Каламе была основана епископская кафедра, входившая в состав Александрийского патриархата. Одним из первых епископов, возглавивших кафедру, был святой Поссидий, друг и биограф Блаженного Августина.

В V веке город был захвачен вандалами, но через некоторое время был отвоёван у них византийцами. В этот период вокруг Каламы была возведена стена, остатки которой сохранились до сего дня. В конце VII века город перешёл под власть арабов и постепенно пришёл в полный упадок.

Современный город был основан в 1836 году французской колониальной администрацией.

## Демография
По данным переписи, на 2008 год население составляло 120 847 человек.
Динамика численности населения города по годам:
| 1977   | 1987   | 1998    | 2008    | 2012    |
| ------ | ------ | ------- | ------- | ------- |
| 56 106 | 82 518 | 110 490 | 120 847 | 131 606 |

## Климат
| Показатель              | Янв. | Фев. | Март | Апр. | Май | Июнь | Июль | Авг. | Сен. | Окт. | Нояб. | Дек. | Год |
| ----------------------- | ---- | ---- | ---- | ---- | --- | ---- | ---- | ---- | ---- | ---- | ----- | ---- | --- |
| Средний максимум, °C    | 14   | 15   | 18   | 21   | 25  | 30   | 35   | 35   | 31   | 26   | 20    | 15   | 23  |
| Средняя температура, °C | 9    | 10   | 12   | 14   | 18  | 22   | 26   | 27   | 23   | 19   | 14    | 10   | 17  |
| Средний минимум, °C     | 4    | 4    | 6    | 7    | 11  | 17   | 14   | 18   | 16   | 12   | 8     | 5    | 10  |
| Норма осадков, мм       | 112  | 81   | 101  | 71   | 45  | 24   | 3    | 11   | 45   | 103  | 110   | 137  | 843 |
| Источник: Weatherbase   |      |      |      |      |     |      |      |      |      |      |       |      |     |

## Транспорт
Ближайший аэропорт расположен в городе Аннаба.

## Достопримечательности

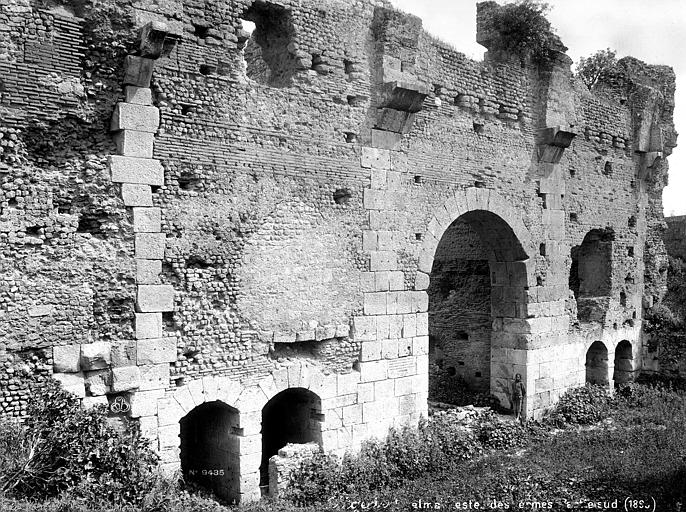
Руины римских терм

В окрестностях города расположены хорошо сохранившиеся руины римского амфитеатра и терм. Также на расстоянии 20 километров к западу от города расположен бальнеологический курорт Хаммам Мескутине.